# محطة قطار مانسفيلد وودهاوس
محطة قطار مانسفيلد وودهاوس (بالإنجليزية: Mansfield Woodhouse railway station)‏‏ هي محطة قطار  في المملكة المتحدة، تُشغلها قطارات إيست ميدلاند. افتُتحت هذه المحطة في 1995، ويبلغ عدد مسارات أرصفتها 3.